# Safety Integrated
Safety Integrated ist eine Maßnahme zur Integration sicherheitstechnischer Funktionen in Standardprodukte der Firma Siemens und bettet sich in die Automatisierungsplattform namens Totally Integrated Automation ein. 

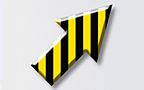
Logo von Safety Integrated

## Ziele
Durch Safety Integrated soll das Engineering erheblich erleichtert und die Verfügbarkeit der Automatisierungssysteme erhöht werden. Maschinen und Anlagen können so schneller realisiert und an neue Anforderungen angepasst werden.
Safety Integrated soll zudem das Umrüsten und Modernisieren vereinfachen. Bestehende Maschinen und Anlagen lassen sich wirtschaftlicher auf den neuesten Stand der Technik entsprechend den gültigen Normen hochrüsten.
Im Vordergrund steht stets die Sicherheit von Mensch und Maschine.

## Produkte

### Antriebstechnik
Mit der Integration der Sicherheitstechnik in den Antrieb sind flexiblere Sicherheitsfunktionen als der einfache Not-Stopp der Maschine möglich. Damit werden auch die Zuverlässigkeit und die Reaktionszeit der Anlage erhöht.

### Automatisierungssysteme
Safety Integrated in der Automatisierung baut bei Siemens auf das Industrie-Automatisierungssystem SIMATIC auf. Sicherheitsgerichtete SIMATIC Steuerungen überwachen sich selbstständig, erkennen eigenständig Fehler und gehen unmittelbar bei Auftreten eines Fehlers in einen sicheren Zustand über oder verbleiben in diesem.

### Kommunikation
Die Standards „PROFIBUS“ und „AS-Interface“ zur Kommunikation im Feld- bzw. Sensor-/Aktorbereich werden durch die Integration der Sicherheitstechnik zu Systemen, die eine sichere Kommunikation ermöglichen.

### Niederspannungsschalttechnik
Der bestehende Systembaukasten namens „SIRIUS“ zum Schalten, Schützen und Starten von Motoren und Anlagen wird durch Safety Integrated erweitert, um lückenlos sicherheitsgerichtete Erfassungs-, Melde-, Überwachungs- und Steuerungsaufgaben übernehmen zu können.

### Sensorik
Die optischen Sicherheitssensoren „SIMATIC FS“ sind eine Erweiterung des Prozessüberwachungs-Portfolio von Siemens. Sie sind speziell für das industrielle Umfeld ausgelegt, um Personen, Maschinen und Anlagen zu schützen.
Die vom Institut für Arbeitsschutz der Deutschen Gesetzlichen Unfallversicherung (IFA) geprüften Drehzahlsensoren  „MiniCoder GEL 2443“ von Lenord+Bauer sowie der Drehgeber „SGM2G-A“ von VS-Sensorik ermöglichen eine sichere Istwert-Erfassung von Drehzahlen. Durch die implementierte Fehleraufdeckung in den Steuerungen SINUMERIK ist dies auch unter Verwendung nur eines Drehzahlsensors für Sicherheitsanwendungen möglich.